# 中国筛目贝
中国筛目贝（学名：Cribraria chinensis），是中腹足目宝螺科Cribraria属的一种。主要分布于中国大陆，常栖息在低潮线。